# János Szántai
Dans le nom hongrois Szántai János, le nom de famille précède le prénom, mais cet article utilise l’ordre habituel en français János Szántai, où le prénom précède le nom.
János Szántai ([ˈjaːnoʃ], [ˈsaːntɒi]), né le 5 mars 1969 à Cluj-Napoca, est un écrivain, poète, essayiste, producteur, scénariste, critique cinématographique roumain d'expression hongroise.

## Biographie
Son père, Szántay János (1922-2007), a été biochimiste de renom, chef du laboratoire des isotopes de l'Hôpital juif de Cluj (14, rue Iașilor), membre de l'Académie des sciences de New York et membre de la délégation d'escrime participant aux Jeux olympiques de Helsinki de 1952. Son grand-père, János Szántay (1892-1969), propriétaire d'une manufacture de chapeau de Nagyvárad, a été un des membres fondateurs de l'école d'escrime de cette dernière ville. Entre 1990 et 1995, János Szántai a été étudiant à l'Université de médecine et pharmacie Iuliu Hațieganu de Cluj et, en même temps, il a obtenu un diplôme de professeur d'anglais du niveau B à l'International Language School (ILS). Entre 1994 et 1997, il a été professeur à la filiale de Cluj d'ILS et traducteur des sous-titrages en hongrois de Discovery Channel et d'Animal Planet. Entre 1996 et 1997, il a travaillé à la Clinique d'Urgence Prof. Dr. Octavian Fodor - Clinique Chirurgie III (l'ancien Hôpital Juif) de Cluj, ayant la fonction de médecin. Entre 1999 et 2001, il a été le rédacteur en chef de la revue pour la jeunesse Cimbora de Sfântu Gheorghe. Entre 2002 et 2005, il a été le rédacteur de la revue cinématographique Filmtett de Cluj. Depuis 2002, il est le membre de l'Association des Jeunes Écrivains (FISZ) de Hongrie. Entre 2003 et 2007, il a été le rédacteur cinématographique de la revue Korunk de Cluj. En 2005, il a fondé avec le metteur en scène Róbert Lakatos et Zoltán Fábián l'Association Audio-Visuelle ARGO de Cluj, un micro-studio cinématographique de langue hongroise. Depuis 2006, il est le rédacteur en chef de l'émission culturelle en langue hongroise Pulzus de la Télévision de Cluj. Depuis 2007, il est le directeur culturel du café Insomnia de Cluj organisant et animant deux cénacles littéraires (Irodalmi esték az Insomniában, en hongrois ; Nepoții lui Thoreau, en roumain, avec le poète Ștefan Manasia).

## Œuvres littéraires
- Kis csigák s nagyok. Poésies et prose pour enfants. Studium könyvkiadó, Kolozsvár,1997. (hu)
- Az igazi és a márványelefánt. Poésies, prose courte. Tinivár könyvkiadó, Kolozsvár, 1998. (hu)
- Utazások az elefánttal.Poésies, prose courte. Dee-Sign könyvkiadó, Budapest, 1999. (hu)
- Beszélyek. Poésies. Polis könyvkiadó, Kolozsvár, 2000. (hu)
- Sziszüphosz továbblép. Prose courte. Fiatal Írók Szövetsége, Erdélyi Híradó könyvkiadó, Kolozsvár-Budapest, 2005. (hu)

## Pièces de marionnettes
- A világszép nádszál kisasszony. Adaptation. Metteur-en-scène Rumi László. Mai 1999, Kolozsvár. (hu)
- A kis hableány. Adaptation. Metteur-en-scène Kovács Ildikó. Décembre 2000., Győr. (hu)
- A táltos kecske. Adaptation. Metteur-en-scène Kovács Ildikó. Mai 2001., Kecskemét. (hu)

## Films
- Róbert Lakatos, Moszny. Film documentaire. 2005. (assistant du metteur-en-scène)
- Róbert Lakatos, KVSC – 100 év adrenalin. Film documentaire. 2006. (scénariste coauteur, second unit director)
- Cecília Felméri, Kakukk. Court-métrage artistique, 2008. (producteur)

## Récompenses et distinctions
- 1999 – Prix de l'Union des écrivains de Roumanie, filiale de Cluj